# Су-9 (1946)
Су-9 — советский опытный одноместный двухмоторный реактивный истребитель-бомбардировщик, спроектированный в 1946 году в конструкторском бюро Сухого на основе захваченных чертежей и трофейных экземпляров серийного немецкого реактивного истребителя Ме-262. Являлся во многом повторением немецкого самолёта, со схожей двигательной установкой, но иными формами крыльев и фюзеляжа. Годом позже появилась чуть более усовершенствованная версия этого самолёта — Су-11. В единственных построенных опытных экземплярах этих машин были установлены трофейные немецкие двигатели Jumo-004B, проект позднее предусматривал их советскую копию РД-10.

Проекции Messerschmitt Me-262

## История создания
Самолёт Су-9 был спроектирован в конструкторском бюро Павла Сухого в 1946 году, на основе захваченных чертежей и трофейных экземпляров серийного немецкого реактивного истребителя Messerschmitt Me 262. Разработка самолёта началась ещё в 1944 году в инициативном порядке. В то время в НИИ-1, в группе А. М. Люльки, начались работы по созданию экспериментального турбореактивного двигателя С-18, создаваемого на основе довоенного проекта РД-1. Именно С-18 предполагалось установить на реактивный самолёт П. О. Сухого. Однако, С-18, уже прошедший предварительные испытания на малых оборотах, был разрушен при выходе на повышенные обороты, так в СССР столкнулись с первым случаем помпажа. В сложившейся ситуации П. О. Сухой был вынужден ориентироваться на установку на самолёте уже проверенных трофейных немецких двигателей Jumo-004B (проект позднее предусматривал их советскую копию РД-10). В октябре 1945 года 7-м главком НКАП, а в декабре главным инженером ВВС был утверждён эскизный проект (заводской шифр «Л») самолёта с трофейными двигателями.
Согласно эскизному проекту, самолёт предназначался для активного воздушно боя с истребителями и бомбардировщиками противника, однако к моменту предъявления макета госкомиссии проектировщики предусмотрели и установку бомбардировочного вооружения. В итоге был сделан самолёт, во многом повторявший реактивный «мессершмитт», который во время Второй мировой войны уже использовался в Люфтваффе в качестве многоцелевого самолёта воздушного боя, в вариантах истребителя, ночного перехватчика, бомбардировщика и разведчика.
Самолёт представлял собой цельнометаллический среднеплан с трёхколёсным убирающимся в воздухе шасси. В носовой части фюзеляжа располагался отсек вооружения, перед и за кабиной пилота размещались топливные баки общим объёмом в 2300 литров. Под трапециевидным крылом располагался двигатель Jumo-004. Кабина бронированная, бронеплита спереди толщиной 12 мм, сзади — 10-мм бронеспинка, бронестекло толщиной 64 мм спереди и 50 мм сзади. Пушечное вооружение состояло из одной 37-мм пушки с боезапасом в 45 снарядов и двух 23-мм пушек с общим боезапасом в 200 снарядов. Кроме этого, самолёт «К» должен был нести две 250-кг бомбы или одну 500-кг бомбу.
Постановлением СНК СССР от 26 февраля 1946 года, ОКБ Сухого предписывалось построить в двух экземплярах одноместный истребитель с двумя ТРД Jumo-004, со следующими данными:
| Максимальная скорость у земли             | 850 км/ч |
| Максимальная скорость на высоте 3000 м    | 880 км/ч |
| Дальность полёта на максимальной скорости | 880 км   |
| На 0,8 максимальной скорости              | 1000 км  |
| Время подъёма на 5000 м                   | 5,7 мин  |
| Практический потолок                      | 12500 м  |

В процессе проектировки и постройки опытного экземпляра истребитель сменил заводской шифр «К» и получил обозначение «Су-9».
Сборка первого прототипа была завершена 18 сентября 1946 года, а 5 октября он был перевезён на аэродром ЛИИ для заводских испытаний, однако, из-за плохой погоды первый полёт состоялся только 13 ноября. Пилотировал Су-9 лётчик-испытатель Г. М. Шиянов. В связи с ненадёжностью двигателей и доводкой различных систем самолёта испытания затянулись и закончившись только 25 июля 1947 года. Вместо предусмотренных 14 полётов было совершено 60. Наиболее значительным изменением, внесённым в конструкцию самолёта в этот период, была разработка и установка катапультируемого кресла. ОКБ Сухого, взяв за основу катапультируемое кресло немецкого истребителя He-162, усовершенствовало его, что на 30 % повысило скорость безопасного катапультирования.
3 августа, вместе с другими образцами новой техники, Су-9 был продемонстрирован во время воздушного парада в московском Тушино. 18 августа самолёт был передан в НИИ ВВС для госиспытаний. За время испытаний на Су-9 были смонтированы стартовые ускорители У-5 и тормозное парашютное устройство, сконструированное на основе аналогичного устройства трофейного немецкого Ar-234. Эти улучшения позволили сократить длину разбега в два раза, а длину пробега с 1080 до 660 метров. 18 декабря 1947 государственные испытания завершились, всего в их ходе было совершено 53 полёта.
Оценка самолёту по результатам госиспытаний была дана весьма положительная. Отмечались, по сравнению с другими серийными образцами реактивных истребителей, более лёгкая лётная эксплуатация, более простое наземное обслуживание, передовые технические решения, использованные в конструкции, мощное вооружение и возможность без каких-либо существенных доработок оснастить Су-9 РЛС «Торий» что обеспечило бы его применение в качестве перехватчика.
Однако, несмотря на высокое качество конструкции, сочетающееся с тем, что на самолёте был впервые воплощён ряд новых направлений в развитии отечественного авиастроения, в результате затянувшейся бюрократической переписки время было упущено, и Су-9 не был принят на вооружение. 30 июня 1948 года в связи с прекращением финансирования построенный самолёт был списан, тем более, что в 1947 году уже появилась его чуть более усовершенствованная версия, самолёт Су-11, но и по усовершенствованной версии все работы были прекращены в том же 1948 году.
Работы над аналогичным проектом тяжелого двухдвигательного реактивного истребителя на основе Ме-262 осуществляло также ОКБ Горьковского авиазавода № 21 (ОКБ 21) авиаконструктора Семёна Алексеева, где в 1947 году был создан самолет И-211 и его последующая усовершенствованная версия И-215 — эти машины в серию также не пошли.

## Проекты развития Су-9
| Название модели    | Краткие характеристики, отличия. |
| ------------------ | --- |
| Су-9 «Перехватчик» | По заданию ВВС, ОКБ Сухого разработало проект истребителя перехватчика Су-9 оснащённого гермокабиной, двигателями РД-500 и РЛС «Торий», разрабатываемого в НИИ-17. По причине бюрократических препон, проект не был реализован. |
| Су-9 «Дублёр»      | Второй экземпляр Су-9 должен был оснащаться форсированными двигателями РД-10. Разработка форсированного двигателя проводилась ОКБ Сухого совместно с ЦИАМ. Ещё одним отличием, было крыло новой конструкции, с двигателями расположенными в плоскости крыла. Согласно расчётам, истребитель должен был развивать максимальную скорость 925 км/ч у земли и 908 км/ч на высоте 6000 метров. Но самолёт так и не был достроен с форсированными РД-10. Завершён дублёр Су-9 был как Су-11, с двигателями А. М. Люльки ТР-1. |
| Су-9УТ             | На базе Су-9 в 1946 году был разработан эскизный проект учебно-тренировочного истребителя. Самолёт должен был иметь две отдельные кабины, причём кабина обучаемого пилота находилась впереди кабины инструктора. Бронирование кабин не предусматривалось, вооружение предполагалось из четырех пушек Б-20 с общим боезапасом в 400 выстрелов. |

## Конструкция
Су-9 представляет собой цельнометаллический двухдвигательный среднеплан со свободнонесущим трапециевидным крылом, однокилевым вертикальным оперением и трёхколёсным убираемыми шасси с носовой опорой.

### Фюзеляж
Неразъёмный полумонокок овального сечения с гладкой обшивкой, каркас из 33 шпангоутов, связанных четырьмя лонжеронами и стрингерами.

### Крыло
Состояло из двух консолей, однолонжеронное с двумя дополнительными продольными стенками, крепилось к фюзеляжу с помощью четырёх крепёжных узлов. Между мотогондолами и фюзеляжем размещались закрылки, отклоняемые на 50°. Элероны однолонжеронные, отклонялись на 17°30' вверх и вниз. Тормозные щитки установленные между фюзеляжем и мотогондолами, состояли из верхней и нижней половин и могли отклонятся синхронно вверх -вниз на угол до 57,5°, а их нижняя половина могла отклонятся отдельно вниз, синхронно с выпуском закрылков. Профиль корневой части крыла — ЦАГИ 12145, концевой — ЦАГИ 1С10-12. Установочный угол — +1°, поперечное "" — +4°20'.

### Хвостовое оперение
Включало — двухлонжеронный киль с рулём направления (отклонялся на 30°) и переставной трёхлонжеронный стабилизатор (угол установки можно было менять от +3° до −6°30'). Руль высоты отклонялся от +30° до −25°. Рули оснащались триммерами.

### Шасси
Передняя опора убиралась в фюзеляж по потоку и имела спаренные колёса (размер пневматика 500 × 150 мм). Основные опоры крепились к консолям и убирались в фюзеляжную нишу, при этом колёса (пневматик 750 × 260 мм) поворачивались на 90°.

### Силовая установка
Два ТРД РД-10 (абсолютная копия немецкого Jumo-004) размещались под консолями и крепились на трёх узлах. Топливом служил керосин.

### Вооружение
Одна 37-мм пушка НС-37 и две 23-мм пушки НС-23, имелась возможность замены НС-37 на 45-мм пушку Н-45. Также была предусмотрена возможность установки четырёх пушек НС-23. Для прицеливания в кабине имелся коллиматорный прицел ПБП-1, контроль меткости стрельбы осуществлялся при помощи расположенного в носу фотокинопулемёта ПАУ-27. Применять бомбы позволяли два лёгкосъёмных бомбодержателя, расположенных снизу носовой части фюзеляжа, к ним подвешивались две ФАБ-250 или одна ФАБ-500. Однако использования бомб требовало демонтажа пушки НС-37, иначе взлётная масса превышала пределы нормы.

## Тактико-технические характеристики
Источник данных: Шавров В.Б., «Уголок неба»

Технические характеристики
- Экипаж: 1 пилот
- Длина: 10,55 м
- Размах крыла: 11,2 м
- Высота:
- Площадь крыла: 20,2 м²
- Профиль крыла: ЦАГИ 12145 (корень), ЦАГИ 1С10-12 (носок)
- Масса пустого: 4 466 кг
- Нормальная взлётная масса: 6 100 кг
- Максимальная взлётная масса: 6 380 кг

Схема Су-9.

- Максимальная масса полезной нагрузки: 1 634 кг
- Объём топливных баков: 2 366 л
- Масса топлива во внутренних баках: до 1 750 кг
- Силовая установка: 2 × ТРД РД-10 (аналог Jumo-004)
- Тяга: 2 × 8,8 кН (900 кгс)

Лётные характеристики
- Максимальная скорость:  
  - у земли: 847 км/ч
  - на высоте: 885 км/ч на 5000 м
- Посадочная скорость: 150 км/ч
- Практическая дальность: 1 200 км
- Продолжительность полёта: 1 ч. 44 мин.
- Практический потолок: 12 800 м
- Скороподъёмность: 19,8 м/с
- Время набора высоты: 5 000 м за 4,2 минуты
- Нагрузка на крыло: 302 кг/м²
- Тяговооружённость: 0,31 (3,3 кг/л.с.)
- Длина разбега: 475 м

Вооружение
- Стрелково-пушечное:  
  - 1 × 37 мм пушка Н-37, 40 снарядов
  - 2 × 23 мм пушки НС-23, 200 снарядов
- Бомбы: (без 37 мм пушки)
  - 2 × ФАБ-250 или
  - 1 × ФАБ-500